# Desa Pasawahan (administrativ by i Indonesien, lat -6,58, long 107,49)
Desa Pasawahan är en administrativ by i Indonesien.   Den ligger i provinsen Jawa Barat, i den västra delen av landet, 80 km sydost om huvudstaden Jakarta.